# Copa Confederacions 2001
La Copa FIFA Confederaciones 2001 és la cinquena edició de la Copa Confederacions, realitzada entre el 30 de maig i el 10 de juny de 2001, a Corea i Japó.
El torneig el va guanyar França que va derrotar el Japó per 1-0.

## Seus
Les seus d'aquest torneig van ser:
| Corea del Sud | Japó     |
| ------------- | -------- |
| Daegu         | Ibaraki  |
| Suwon         | Niagata  |
| Ulsan         | Yokohama |

## Participants
- Japó - seu i Campió de la Copa d'Àsia 2000
- Corea del Sud - seu
- Mèxic - campió defensor del títol
- França - campió de l'Eurocopa 2000
- Camerun - campió de la Copa d'Àfricana de Nacions 2000
- Austràlia - campió de la Copa de les Nacions de la OFC 2000
- Brasil - campió de la Copa Amèrica 1999
- Canadà - campió de la Copa d'Or de la CONCACAF 2000

## Fase de Grups

### Grup A
| Equip         | Pts | PJ | PG | PE | PP | GF | GC |
| ------------- | --- | -- | -- | -- | -- | -- | -- |
| França        | 6   | 3  | 2  | 0  | 1  | 9  | 1  |
| Austràlia     | 6   | 3  | 2  | 0  | 1  | 3  | 1  |
| Corea del Sud | 6   | 3  | 2  | 0  | 1  | 3  | 6  |
| Mèxic         | 0   | 3  | 0  | 0  | 3  | 1  | 8  |

### Grup B
| Equip   | Pts | PJ | PG | PE | PP | GF | GC |
| ------- | --- | -- | -- | -- | -- | -- | -- |
| Japó    | 7   | 3  | 2  | 1  | 0  | 5  | 0  |
| Brasil  | 5   | 3  | 1  | 2  | 0  | 2  | 0  |
| Camerun | 3   | 3  | 1  | 0  | 2  | 2  | 4  |
| Canadà  | 1   | 3  | 0  | 1  | 2  | 0  | 5  |

## Segona Fase
|  | Semifinals           | Semifinals        |   |                   | Final                 | Final |
|  |                      |                   |   |                   |                       |       |
|  | Yokohama - 7 de juny |                   |   |                   |                       |       |
|  | Japó                 | 1                 |   |                   |                       |       |
|  | Austràlia            | 0                 |   |                   |                       |       |
|  |                      |                   |   |                   |                       |       |
|  |                      |                   |   |                   | Yokohama - 10 de juny |       |
|  |                      |                   |   |                   | Japó                  | 0     |
|  |                      | França            | 1 |                   |                       |       |
|  |                      |                   |   |                   |                       |       |
|  |                      |                   |   |                   |                       |       |
|  |                      |                   |   |                   | Tercer lloc           |       |
|  | Suwon - 7 de juny    | Suwon - 7 de juny |   | Ulsan - 9 de juny | Ulsan - 9 de juny     |       |
|  | França               | 2                 |   | Austràlia         | 1                     |       |
|  | Brasil               | 1                 |   |                   | Brasil                | 0     |

|  | Campió: França Primer títol |

## Golejadors
2 gols
- Sun Hong Hwang
- Eric Carriere
- Shaun Murphy
- Robert Pirès
- Takayuki Suzuki
- Patrick Vieira
- Sylvain Wiltord